# Maikel van der Vleuten
Maikel van der Vleuten, född den 10 februari 1988 i Geldrop i Nederländerna, är en nederländsk ryttare.
Han tog OS-silver i lagtävlingen i hoppning i samband med de olympiska ridsporttävlingarna 2012 i London.
Vid OS 2024 tog han brons i hästhoppning.